# دايفيد هوبي
دايفيد هوبي (بالإنجليزية: David Hobby)‏ هو مصور أمريكي، ولد في 30 يناير 1965.